# Copa del Món de Futbol de 2014 - Grup D
El Grup D de la Copa del Món de Futbol de 2014, disputada al Brasil, estava compost per quatre equips, que es van enfrontar entre ells en un total de sis partits. Quan van acabar aquests partits, els dos equips amb més punts es van classificar per a la fase següent.
El primer lloc d'aquest grup s'enfrontà contra el segon del grup C. El segon lloc del grup s'enfrontà al primer del grup C.
La competició es va disputar entre el 14 de juny i el 24 de juny de 2014.

## Integrants
El grup D estava integrat per les seleccions següents:
| Uruguai | Costa Rica | Anglaterra | Itàlia |

Aquest fou l'únic grup en què hi havia més d'una selecció campiona del món anteriorment, i de fet, n'hi havia tres (Uruguai, Anglaterra i Itàlia). També era l'únic grup amb tres top 10 del rànquing de la FIFA d'octubre de 2013 i en el moment d'iniciar-se la competició.
Costa Rica fou finalment líder de grup, malgrat que era considerada d'entrada com el rival més fàcil en un grup on les altres tres seleccions eren excampiones del món. Dues d'elles, Anglaterra i Itàlia, foren eliminades.

## Enfrontaments anteriors en Copa del Món
- Uruguai - Costa Rica: Cap partit[1]

- Anglaterra - Itàlia:[2]
  - 1990, partit pel tercer lloc: Anglaterra 1–2 Itàlia

- Uruguai - Anglaterra:[3]
  - 1954, Quarts de final: Uruguai 4–2 Anglaterra
  - 1966, Fase de grups: Uruguai 0–0 Anglaterra

- Itàlia - Costa Rica: Cap partit[4]

- Itàlia - Uruguai:[5]
  - 1970, Fase de grups: Itàlia 0–0 Uruguai
  - 1990, Vuitens de final: Itàlia 2–0 Uruguai

- Costa Rica - Anglaterra: Cap partit[6]

## Classificació final
| Pos | Equip      | PJ | PG | PE | PP | GF | GC | DG | Pts | Classificació        |
| --- | ---------- | -- | -- | -- | -- | -- | -- | -- | --- | -------------------- |
| 1   | Costa Rica | 3  | 2  | 1  | 0  | 4  | 1  | +3 | 7   | Avança a segona fase |
| 2   | Uruguai    | 3  | 2  | 0  | 1  | 4  | 4  | 0  | 6   | Avança a segona fase |
| 3   | Itàlia     | 3  | 1  | 0  | 2  | 2  | 3  | −1 | 3   |                      |
| 4   | Anglaterra | 3  | 0  | 1  | 2  | 2  | 4  | −2 | 1   |                      |

## Partits

### Uruguai - Costa Rica
| Uruguai    | 1-3     | Costa Rica                            |
| ---------- | ------- | ------------------------------------- |
| Cavani 24' | Detalls | Campbell 54' · Duarte 57' · Ureña 84' |

| Uruguai | Costa Rica |

| · URUGUAI:    |    |                     |       |     |
|               |    |                     |       |     |
| GR            | 1  | Fernando Muslera    |       |     |
| LD            | 16 | Maxi Pereira        | 90+5' |     |
| ZA            | 2  | Diego Lugano (c.)   | 50'   |     |
| ZA            | 3  | Diego Godín         |       |     |
| LE            | 22 | Martín Cáceres      | 81'   |     |
| MD            | 11 | Christian Stuani    |       |     |
| MC            | 17 | Egidio Arévalo Ríos |       |     |
| MC            | 5  | Walter Gargano      | 56'   | 60' |
| ME            | 7  | Cristian Rodríguez  |       | 76' |
| AT            | 10 | Diego Forlán        |       | 60' |
| AT            | 21 | Edinson Cavani      |       |     |
| Canvis:       |    |                     |       |     |
| MC            | 20 | Álvaro González     |       | 60' |
| MC            | 14 | Nicolás Lodeiro     |       | 60' |
| AT            | 8  | Abel Hernández      |       | 76' |
| Entrenador:   |    |                     |       |     |
| Óscar Tabárez |    |                     |       |     |

| · COSTA RICA:    |    |                    |  |     |
|                  |    |                    |  |     |
| GR               | 1  | Keylor Navas       |  |     |
| ZA               | 6  | Óscar Duarte       |  |     |
| ZA               | 3  | Giancarlo González |  |     |
| ZA               | 4  | Michael Umaña      |  |     |
| AD               | 16 | Cristian Gamboa    |  |     |
| AE               | 15 | Júnior Díaz        |  |     |
| MC               | 5  | Celso Borges       |  |     |
| MC               | 17 | Yeltsin Tejeda     |  | 74' |
| MA               | 10 | Bryan Ruiz (c.)    |  | 83' |
| MA               | 7  | Christian Bolaños  |  | 89' |
| AT               | 9  | Joel Campbell      |  |     |
| Canvis:          |    |                    |  |     |
| MC               | 22 | José Miguel Cubero |  | 74' |
| AT               | 21 | Marcos Ureña       |  | 83' |
| MC               | 11 | Michael Barrantes  |  | 89' |
| Entrenador:      |    |                    |  |     |
| Jorge Luis Pinto |    |                    |  |     |

| Àrbitres assistents: · Mark Borsch · Stefan Lupp · Quart àrbitre: · Víctor Carrillo · Cinquè àrbitre: · Rodney Aquino |

### Anglaterra - Itàlia
| Anglaterra    | 1-2     | Itàlia                        |
| ------------- | ------- | ----------------------------- |
| Sturridge 37' | Detalls | Marchisio 35' · Balotelli 50' |

| Anglaterra | Itàlia |

| · Anglaterra: |    |                     |       |     |
|               |    |                     |       |     |
| GR            | 1  | Joe Hart            |       |     |
| LD            | 2  | Glen Johnson        |       |     |
| ZA            | 5  | Gary Cahill         |       |     |
| ZA            | 6  | Phil Jagielka       |       |     |
| LE            | 3  | Leighton Baines     |       |     |
| VO            | 4  | Steven Gerrard (c.) |       |     |
| VO            | 14 | Jordan Henderson    |       | 73' |
| MD            | 11 | Danny Welbeck       |       | 61' |
| MC            | 19 | Raheem Sterling     | 90+2' |     |
| ME            | 10 | Wayne Rooney        |       |     |
| AT            | 9  | Daniel Sturridge    |       | 80' |
| Canvis:       |    |                     |       |     |
| MC            | 21 | Ross Barkley        |       | 61' |
| MA            | 7  | Jack Wilshere       |       | 73' |
| MC            | 20 | Adam Lallana        |       | 80' |
| Entrenador:   |    |                     |       |     |
| Roy Hodgson   |    |                     |       |     |

| · Itàlia:        |    |                   |  |     |
|                  |    |                   |  |     |
| GR               | 12 | Salvatore Sirigu  |  |     |
| LD               | 4  | Matteo Darmian    |  |     |
| ZA               | 15 | Andrea Barzagli   |  |     |
| ZA               | 20 | Gabriel Paletta   |  |     |
| LE               | 3  | Giorgio Chiellini |  |     |
| MD               | 8  | Claudio Marchisio |  |     |
| MC               | 16 | Daniele De Rossi  |  |     |
| ME               | 23 | Marco Verratti    |  | 57' |
| MA               | 21 | Andrea Pirlo (c.) |  |     |
| MA               | 6  | Antonio Candreva  |  | 79' |
| AT               | 9  | Mario Balotelli   |  | 73' |
| Substitutions:   |    |                   |  |     |
| MC               | 5  | Thiago Motta      |  | 57' |
| AT               | 17 | Ciro Immobile     |  | 73' |
| MC               | 18 | Marco Parolo      |  | 79' |
| Entrenador:      |    |                   |  |     |
| Cesare Prandelli |    |                   |  |     |

| Àrbitres assistents: · Sander van Roekel · Erwin Zeinstra · Quart àrbitre: · Walter López · Cinquè àrbitre: · Leonel Leal |

### Uruguai - Anglaterra
| Uruguai           | 2-1     | Anglaterra |
| ----------------- | ------- | ---------- |
| L.Suárez 39', 88' | Detalls | Rooney 75' |

| Uruguai | Anglaterra |

| Uruguai · URUGUAI: |    |                     |    |     |
|                    |    |                     |    |     |
| GR                 | 1  | Fernando Muslera    |    |     |
| LD                 | 22 | Martín Cáceres      |    |     |
| ZA                 | 13 | José María Giménez  |    |     |
| ZA                 | 3  | Diego Godín (c.)    | 9' |     |
| LE                 | 6  | Álvaro Pereira      |    |     |
| MC                 | 20 | Álvaro González     |    | 79' |
| MC                 | 17 | Egidio Arévalo Ríos |    |     |
| MC                 | 7  | Cristian Rodríguez  |    |     |
| MA                 | 14 | Nicolás Lodeiro     |    | 67' |
| AT                 | 9  | Luis Suárez         |    | 88' |
| AT                 | 21 | Edinson Cavani      |    |     |
| Canvis:            |    |                     |    |     |
| AT                 | 11 | Christian Stuani    |    | 67' |
| ZA                 | 4  | Jorge Fucile        |    | 79' |
| ZA                 | 19 | Sebastián Coates    |    | 88' |
| Entrenador:        |    |                     |    |     |
| Óscar Tabárez      |    |                     |    |     |

| Anglaterra · Anglaterra: |    |                     |     |     |
|                          |    |                     |     |     |
| GR                       | 1  | Joe Hart            |     |     |
| LD                       | 2  | Glen Johnson        |     |     |
| ZA                       | 5  | Gary Cahill         |     |     |
| ZA                       | 6  | Phil Jagielka       |     |     |
| LE                       | 3  | Leighton Baines     |     |     |
| MC                       | 4  | Steven Gerrard (c.) | 68' |     |
| MC                       | 14 | Jordan Henderson    |     | 87' |
| MD                       | 19 | Raheem Sterling     |     | 64' |
| MA                       | 10 | Wayne Rooney        |     |     |
| ME                       | 11 | Danny Welbeck       |     | 71' |
| AT                       | 9  | Daniel Sturridge    |     |     |
| Canvis:                  |    |                     |     |     |
| MC                       | 21 | Ross Barkley        |     | 64' |
| MC                       | 20 | Adam Lallana        |     | 71' |
| AT                       | 18 | Rickie Lambert      |     | 87' |
| Entrenador:              |    |                     |     |     |
| Roy Hodgson              |    |                     |     |     |

| Àrbitres assistents: · Espanya Roberto Alonso Fernandéz · Espanya Juan Carlos Yuste Jimenez · Quart àrbitre: · Iran Alireza Faghani · Cinquè àrbitre: · Iran Hassan Kamranifar |

### Itàlia - Costa Rica
| Itàlia | 0-1     | Costa Rica |
| ------ | ------- | ---------- |
|        | Detalls | Ruiz 44'   |

| Itàlia | Costa Rica |

| Itàlia · Itàlia: |    |                       |     |     |
|                  |    |                       |     |     |
| GR               | 1  | Gianluigi Buffon (c.) |     |     |
| LD               | 4  | Matteo Darmian        |     |     |
| ZA               | 15 | Andrea Barzagli       |     |     |
| ZA               | 3  | Giorgio Chiellini     |     |     |
| LE               | 7  | Ignazio Abate         |     |     |
| VO               | 16 | Daniele De Rossi      |     |     |
| MC               | 21 | Andrea Pirlo          |     |     |
| MC               | 5  | Thiago Motta          |     | 46' |
| MD               | 6  | Antonio Candreva      |     | 57' |
| ME               | 8  | Claudio Marchisio     |     | 69' |
| AT               | 9  | Mario Balotelli       | 69' |     |
| Canvis:          |    |                       |     |     |
| AT               | 10 | Antonio Cassano       |     | 46' |
| AT               | 22 | Lorenzo Insigne       |     | 57' |
| AT               | 11 | Alessio Cerci         |     | 69' |
| Entrenador:      |    |                       |     |     |
| Cesare Prandelli |    |                       |     |     |

| Costa Rica · COSTA RICA: |    |                    |     |     |
|                          |    |                    |     |     |
| GR                       | 1  | Keylor Navas       |     |     |
| LB                       | 3  | Giancarlo González |     |     |
| LD                       | 15 | Cristian Gamboa    |     |     |
| ZA                       | 6  | Óscar Duarte       |     |     |
| ZA                       | 4  | Michael Umaña      |     |     |
| LE                       | 15 | Júnior Díaz        |     |     |
| MC                       | 5  | Celso Borges       |     |     |
| MC                       | 17 | Yeltsin Tejeda     |     | 68' |
| MD                       | 10 | Bryan Ruiz (c.)    |     | 74' |
| ME                       | 7  | Christian Bolaños  |     |     |
| AT                       | 9  | Joel Campbell      |     | 74' |
| Canvis:                  |    |                    |     |     |
| MC                       | 22 | José Miguel Cubero | 71' | 68' |
| AT                       | 21 | Marco Ureña        |     | 74' |
| AT                       | 14 | Randall Brenes     |     | 80' |
| Entrenador:              |    |                    |     |     |
| Jorge Luis Pinto         |    |                    |     |     |

| Àrbitres assistents: · Xile Carlos Astroza · Xile Sergio Román · Quart àrbitre: · Camerun Néant Alioum · Cinquè àrbitre: · Senegal Djibril Camara |

### Itàlia - Uruguai
| Itàlia | 0-1     | Uruguai   |
| ------ | ------- | --------- |
|        | Detalls | Godín 81' |

| Itàlia | Uruguai |

| Itàlia · Itàlia: |    |                       |     |     |
|                  |    |                       |     |     |
| GR               | 1  | Gianluigi Buffon (c.) |     |     |
| ZA               | 15 | Andrea Barzagli       |     |     |
| ZA               | 19 | Leonardo Bonucci      |     |     |
| ZA               | 3  | Giorgio Chiellini     |     |     |
| MD               | 4  | Matteo Darmian        |     |     |
| MC               | 23 | Marco Verratti        |     | 75' |
| MC               | 8  | Claudio Marchisio     | 59' |     |
| ME               | 2  | Mattia De Sciglio     |     |     |
| MA               | 21 | Andrea Pirlo          |     |     |
| AT               | 17 | Ciro Immobile         |     | 71' |
| AT               | 9  | Mario Balotelli       | 22' | 46' |
| Canvis:          |    |                       |     |     |
| MC               | 18 | Marco Parolo          |     | 46' |
| AT               | 10 | Antonio Cassano       |     | 71' |
| MC               | 5  | Thiago Motta          |     | 75' |
| Entrenador:      |    |                       |     |     |
| Cesare Prandelli |    |                       |     |     |

| Uruguai · URUGUAI: |    |                    |       |     |
|                    |    |                    |       |     |
| GR                 | 1  | Fernando Muslera   | 90+1' |     |
| LD                 | 22 | Martín Cáceres     |       |     |
| ZA                 | 13 | José María Giménez |       |     |
| ZA                 | 3  | Diego Godín (c.)   |       |     |
| LE                 | 6  | Álvaro Pereira     |       | 63' |
| MC                 | 20 | Álvaro González    |       |     |
| MC                 | 17 | Egidio Arévalo     | 46'   |     |
| MC                 | 7  | Cristian Rodríguez |       | 78' |
| MA                 | 14 | Nicolás Lodeiro    |       | 46' |
| AT                 | 9  | Luis Suárez        |       |     |
| AT                 | 21 | Edinson Cavani     |       |     |
| Canvis:            |    |                    |       |     |
| ZA                 | 16 | Maxi Pereira       |       | 46' |
| AT                 | 11 | Christian Stuani   |       | 63' |
| MC                 | 18 | Gastón Ramírez     |       | 78' |
| Entrenador:        |    |                    |       |     |
| Óscar Tabárez      |    |                    |       |     |

| Àrbitres assistents: · Mèxic Marvin Torrentera · Mèxic Marcos Quintero · Quart àrbitre: · Estats Units Mark Geiger · Cinquè àrbitre: · Estats Units Sean Hurd |

### Costa Rica - Anglaterra
| Costa Rica | 0-0     | Anglaterra |
| ---------- | ------- | ---------- |
|            | Detalls |            |

| Costa Rica | Anglaterra |

| Costa Rica · COSTA RICA: |    |                    |     |     |
|                          |    |                    |     |     |
| GR                       | 1  | Keylor Navas       |     |     |
| LI                       | 3  | Giancarlo González | 60' |     |
| LD                       | 16 | Cristian Gamboa    |     |     |
| ZA                       | 6  | Óscar Duarte       |     |     |
| ZA                       | 19 | Roy Miller         |     |     |
| LE                       | 15 | Júnior Díaz        |     |     |
| VO                       | 5  | Celso Borges       |     | 78' |
| MC                       | 10 | Bryan Ruiz (c.)    |     |     |
| MC                       | 17 | Yeltsin Tejeda     |     |     |
| AT                       | 14 | Randall Brenes     |     | 59' |
| AT                       | 9  | Joel Campbell      |     | 65' |
| Canvis:                  |    |                    |     |     |
| MC                       | 7  | Christian Bolaños  |     | 59' |
| AT                       | 21 | Marco Ureña        |     | 65' |
| MC                       | 11 | Michael Barrantes  |     | 78' |
| Entrenador:              |    |                    |     |     |
| Jorge Luis Pinto         |    |                    |     |     |

| Anglaterra · Anglaterra: |    |                    |     |     |
|                          |    |                    |     |     |
| GR                       | 13 | Ben Foster         |     |     |
| LD                       | 16 | Phil Jones         |     |     |
| ZA                       | 5  | Gary Cahill        |     |     |
| ZA                       | 12 | Chris Smalling     |     |     |
| LE                       | 23 | Luke Shaw          |     |     |
| MC                       | 8  | Frank Lampard (c.) |     |     |
| MC                       | 7  | Jack Wilshere      |     | 73' |
| MD                       | 17 | James Milner       |     | 76' |
| MA                       | 21 | Ross Barkley       | 53' |     |
| ME                       | 20 | Adam Lallana       | 57' | 62' |
| AT                       | 9  | Daniel Sturridge   |     |     |
| Canvis:                  |    |                    |     |     |
| MC                       | 19 | Raheem Sterling    |     | 62' |
| MC                       | 4  | Steven Gerrard     |     | 73' |
| AT                       | 10 | Wayne Rooney       |     | 76' |
| Entrenador:              |    |                    |     |     |
| Roy Hodgson              |    |                    |     |     |

| Àrbitres assistents: · Marroc Redouane Achik · Algèria Abdelhak Etchiali · Quart àrbitre: · Iran Alireza Faghani · Cinquè àrbitre: · Iran Hassan Kamranifar |